# 김길창
김길창(金吉昌, 1892년 11월 11일 ~ 1977년)은 일제침략기 친일반민족행위자로서 한국의 장로교 목사이다. 부산 경성대학교 설립자다. 본관은 김해이다.

## 생애
경상남도 고성 출생으로 경남성경학교와 평양신학교에서 신학을 공부했다. 1923년 평양신학교를 졸업하고 이듬해 목사 안수를 받아 목회자가 되었다. 부산부와 거창군 등 경남 지역에서 목회 활동을 하다가, 도쿄의 유학생 교회를 거쳐 1933년 부산 항서교회에 부임하여 사망할 때까지 33년간 이 곳에서 재직했다.
1933년 조선기독교연합회 회장이 되는 등 기독교계의 거물급 인사로 활동하였는데, 일제강점기 말기에 신사참배 강요에 동조해 솔선한 일이 있다. 1938년 장로교 교단이 신사참배를 결의할 때 장로교총회 부회장으로서 이 결정을 이끌었고, 가결 직후 노회 임원들을 인솔해 그 길로 평양신사를 참배했다. 기독교계 지도자를 대표하여 도일한 뒤 신궁을 직접 참배하기도 했다. 경남 장로계 황민화의 선봉장이었다는 평가가 있다.
특히 신사참배를 찬성하거나 실천한 데에서 그치지 않고 반대하는 사람들을 밀고했다는 혐의까지 받아 광복 후인 1949년 반민족행위처벌법에 의해 체포되었다. 반민특위 기소의견서에는 김길창이 교인의 황민화를 주도적으로 추진했고, 신사참배를 통한 민족정신 말살에 앞장섰으며 경찰과 결탁하여 신사참배 반대 목사와 교인을 탄압했다는 내용이 들어 있다. 김길창은 3·1 운동에 참가한 민족대표 33인에 대해 교회를 사리사욕에 이용하다가 실패한 것이라고 평가하며 비하하기도 했다.
반민특위에서 기소유예로 풀려나온 뒤 여러 학교 재단의 설립과 운영에 참여하며 교육계에서 활동했다. 부산 경성대학교의 전신이 된 경남사범대숙을 1955년 설립해 1966년 한성여자실업초급대학으로 발전시킨 것이 대표적이며, 부산신학교와 남성초등학교, 남성여고, 대동중학교, 광성공업고등학교(현 경성전자고), 대동고등학교, 훈성여고(현 계성여자상업고등학교), 거제중학교(현 거성중학교)를 설립하는 등 부산 사립교육의 초석을 다진 공로자였다. 김길창은 일제 말기의 행적에 대해서는 회고록 《말씀따라 한평생》을 통해 교회를 살리기 위해 불가피한 일이었다고 해명하였다.
2002년 발표된 친일파 708인 명단의 기타 부문과, 2008년 공개된 민족문제연구소의 친일인명사전 수록예정자 명단의 종교 부문에 선정되었다. 2009년 친일반민족행위진상규명위원회가 발표한 친일반민족행위 705인 명단에 포함되었다.

## 후손
아들 김근제(학장, 총장 역임), 손자 김대성(총장, 이사장 역임), 증손자 김동기(현 이사장과 현 총장), 송수건(김동기의 이모부)

## 같이 보기
- 항서교회
- 경성대학교
- 부산신학교
- 남성여자고등학교

## 참고 자료
- 반민족문제연구소 (1993년 4월 1일). 〈김길창 : 신사참배 앞장 선 친일 거물 목사 (김승태)〉. 《친일파 99인 3》. 서울: 돌베개. ISBN 9788971990131.
- “[민국100년 특별기획] 족벌사학과 세습⑧ '민족교육자'로 변신한 친일파 87명...13개교는 세습”. 뉴스타파. 2019.07.25. [3]